# Troisième district congressionnel du Michigan
Le 3e district congressionnel du Michigan est un district situé dans l'ouest du Michigan. De 2003 à 2013, il comprenait les comtés de Barry et Ionia, ainsi que tous les comtés sauf la partie nord-ouest du Kent, y compris la ville de Grand Rapids. Lors du redécoupage de 2012, le district a été étendu à Battle Creek. En 2022, le district a été condensé dans les grandes régions de Grand Rapids et de Muskegon, y compris des parties des comtés de Kent, Muskegon et Ottawa. Le redécoupage a supprimé les comtés de Barry, Calhoun et Ionia.
Le district est actuellement représenté par Hillary Scholten, membre du Parti Démocrate.

## Histoire
Avant 1993, le 3e district congressionnel comprenait en grande partie le Comté de Calhoun et le Comté d'Eaton, ainsi qu'environ la moitié de la superficie de Lansing, ainsi que le Comté de Kalamazoo (y compris la ville de Kalamazoo, mais pas Portage et le village adjacent du sud). Avec le redécoupage, l'ancien 3e district a été divisé entre les 6e et 7e districts congressionnel, la majeure partie de Lansing elle-même allant au 8e district congressionnel. Entre-temps, le nouveau 3e district devient le district de Grand Rapids, couvrant une grande partie du territoire qui constituait auparavant le 5e district de 1873 à 1993.
Aucun Démocrate n'avait représenté Grand Rapids au Congrès depuis Richard Vander Veen de 1974 à 1977, avant le redécoupage dû au recensement de 1990, qui est entré en vigueur en 1993 et a déplacé Grand Rapids du 5e au 3e district du Congrès. Cependant, à la suite du recensement de 2020, le 3e district a été à nouveau redessiné, et lors des élections de mi-mandat de 2022, la candidate démocrate Hillary Scholten a été choisie pour représenter le district.

## Géographie
| #   | Comté    | Siège        | Population |
| --- | -------- | ------------ | ---------- |
| 81  | Kent     | Grand Rapids | 661 354    |
| 121 | Muskegon | Muskegon     | 176 564    |
| 139 | Ottawa   | Grand Haven  | 303 372    |

### Villes et township de 10 000 personnes ou plus
- Grand Rapids – 198 893
- Wyoming – 76 501
- Kentwood – 54 304
- Georgetown Township – 54 091
- Muskegon – 38 318
- Plainfield Township – 33 535
  - Northview (en partie) – 15 301
  - Comstock Park (en partie) – 10 500
- Gaines Township – 28 812
  - Cutlerville (en partie) – 17 849
- Byron Township – 26 927
  - Cutlerville (en partie) – 17 849
  - Byron Center – 7431
- Allendale Charter Township – 26 583
  - Allendale (CDP) – 27 073
- Walker – 25 132
- Norton Shores – 25 030
- Cascade Township – 19 667
  - Forest Hills (en partie) – 28 573
- Grand Rapids Charter Township – 18 905
  - Northview (en partie) – 15 301
- Grand Haven Charter Township – 18 004
- Muskegon Township – 17 596
- Grandville – 16 083
- Spring Lake Township – 15 296
- Fruitport Charter Township – 14 575
- Ada Township – 14 388
  - Forest Hills (en partie) – 28 573
- Cannon Township – 14 379
- Alpine Township – 14 079
  - Comstock Park (en partie) – 10 500
- East Grand Rapids – 11 371
- Grand Haven – 11 011

### Villes de 2500 à 10 000 personnes
- Muskegon Heights – 9917
- Tallmadge Township – 8802
- Laketon Township – 7626
- Robinson Township – 6382
- Rockford – 6177
- Coopersville – 4826
- Crockery Township – 4572
- Roosevelt Park – 4172
- North Muskegon – 4093
- Wright Township – 3190
- Ravenna Township – 2962
- Ferrysburg – 2952
- Polkton Township – 2565
- Sullivan Township – 2541

## Historique de vote
Ce tableau indique comment le district a voté aux élections présidentielles américaines ; les résultats des élections reflètent le vote dans la circonscription telle qu'elle était configurée au moment de l'élection, et non telle qu'elle est configurée
| Année | Poste     | Résultats              |
| ----- | --------- | ---------------------- |
| 1992  | Président | Bush 46,0 % – 34,0 %   |
| 1996  | Président | Dole 53,0 % – 39,0 %   |
| 2000  | Président | Bush 60,0 % – 38,0 %   |
| 2004  | Président | Bush 59,0 % – 40,0 %   |
| 2008  | Président | McCain 49,0 % – 48,0 % |
| 2012  | Président | Romney 53,0 % – 46,0 % |
| 2016  | Président | Trump 52,0 % – 42,0 %  |
| 2020  | Président | Trump 50,0 % – 47,0 %  |

Ce tableau indique comment le district a voté lors des récentes élections à l'échelle de l'État ; les résultats des élections reflètent le vote dans la circonscription telle qu'elle est actuellement configurée, pas nécessairement telle qu'elle était au moment de ces élections.
| Année | Poste                  | Résultats                |
| ----- | ---------------------- | ------------------------ |
| 2018  | Sénat                  | Stabenow 50,6 % – 47,2 % |
| 2018  | Gouverneur             | Whitmer 52,1 % – 44,9 %  |
| 2018  | Ministre de la Justice | Leonard 47,8 % – 47,2 %  |
| 2020  | Sénat                  | Peters 50,2 % – 47,9 %   |

## Liste des Représentants du district
| Membre                          | Parti       | Années                             | Congrès     | Histoire électorale | Zone géographique |
| ------------------------------- | ----------- | ---------------------------------- | ----------- | --- | ----------------- |
| District établit le 4 mars 1843 |             |                                    |             | |                   |
| James B. Hunt (en)              | Démocrate   | 4 mars 1843 - 3 mars 1847          | 28e , 29e   | Élu en 1843. Réélu en 1844. Retrait. | 1843–1853         |
| Kinglsey S. Bingham (en)        | Démocrate   | 4 mars 1847 - 3 mars 1851          | 30e , 31e   | Élu en 1846. Réélu en 1848. Retrait. | 1843–1853         |
| James L. Conger (en)            | Whig        | 4 mars 1851 - 3 mars 1853          | 32e         | Élu en 1850. Retrait. | 1843–1853         |
| Samuel Clark (en)               | Démocrate   | 4 mars 1853 - 3 mars 1855          | 33e         | Élu en 1852. Perd sa réélection. | 1853–1863         |
| David S. Walkbridge (en)        | Républicain | 4 mars 1855 - 3 mars 1859          | 34e , 35e   | Élu en 1854. Réélu en 1856. Retrait. | 1853–1863         |
| Francis William Kellogg (en)    | Républicain | 4 mars 1859 - 3 mars 1863          | 36e , 37e   | Élu en 1858. Réélu en 1860. Redécoupage vers le 4e district. | 1853–1863         |
| John W. Longyear (en)           | Républicain | 4 mars 1863 - 3 mars 1867          | 38e , 39e   | Élu en 1862. Réélu en 1864. Retrait. | 1863–1873         |
| Austin Blair                    | Républicain | 4 mars 1867 - 3 mars 1873          | 40e - 42e   | Élu en 1866. Réélu en 1868. Réélu en 1870. Retrait pour se présenter comme Gouverneur du Michigan.                                                                    | 1863–1873         |
| George Williard (en)            | Républicain | 4 mars 1873 - 3 mars 1877          | 43e , 44e   | Élu en 1872. Réélu en 1874. Retrait. | 1873–1883         |
| Jonas H. McGowan (en)           | Républicain | 4 mars 1877 - 3 mars 1881          | 45e , 46e   | Élu en 1876. Réélu en 1878. Retrait. | 1873–1883         |
| Edward S. Lacey (en)            | Républicain | 4 mars 1881 - 3 mars 1885          | 47e , 48e   | Élu en 1880. Réélu en 1882. Retrait. | 1873–1883         |
| Edward S. Lacey (en)            | Républicain | 4 mars 1881 - 3 mars 1885          | 47e , 48e   | Élu en 1880. Réélu en 1882. Retrait. | 1883–1893         |
| James O'Donnell (en)            | Républicain | 4 mars 1885 - 3 mars 1893          | 49e - 52e   | Élu en 1884. Réélu en 1886. Réélu en 1888. Réélu en 1890. Redécoupage vers le 2e district et perd sa réélection.                                                      |                   |
| Julius C. Burrows (en)          | Républicain | 4 mars 1893 - 23 janvier 1895      | 53e , 54e   | Redécoupage depuis le 4e district et réélu en 1892. Réélu en 1894. Démissionne lorsqu'élu Sénateur des États-Unis.                                                    | 1893–1903         |
| Vacant                          | Vacant      | 23 janvier 1895 - 2 décembre 1895  | 53e , 54e   | | 1893–1903         |
| Alfred Milnes (en)              | Républicain | 2 décembre 1895 - 3 mars 1897      | 53e , 54e   | Élu pour terminer le mandat de Burrows. Perd sa réélection. | 1893–1903         |
| Albert M. Todd (en)             | Démocrate   | 4 mars 1897 - 3 mars 1899          | 55e         | Élu en 1896. Perd sa réélection. | 1893–1903         |
| Washington Gardner (en)         | Républicain | 4 mars 1899 - 3 mars 1911          | 56e - 61e   | Élu en 1898. Réélu en 1900. Réélu en 1902. Réélu en 1904. Réélu en 1906. Réélu en 1908. Perd sa renomination.                                                         | 1893–1903         |
| Washington Gardner (en)         | Républicain | 4 mars 1899 - 3 mars 1911          | 56e - 61e   | Élu en 1898. Réélu en 1900. Réélu en 1902. Réélu en 1904. Réélu en 1906. Réélu en 1908. Perd sa renomination.                                                         | 1913–1933         |
| John M.C. Smith (en)            | Républicain | 4 mars 1911 - 3 mars 1921          | 62e - 66e   | Élu en 1910. Réélu en 1912. Réélu en 1914. Réélu en 1916. Réélu en 1918. Retrait.                                                                                     |                   |
| William H. Frankhauser (en)     | Républicain | 4 mars 1921 - 9 mai 1921           | 67e         | Élu en 1920. Retrait. |                   |
| Vacant                          | Vacant      | 9 mai 1921 - 28 juin 1921          | 67e         | |                   |
| John M.C. Smith (en)            | Républicain | 28 juin 1921 - 30 mars 1923        | 67e , 68e   | Élu pour terminer le mandat de Frankhauser. Réélu en 1922. Décès. |                   |
| Vacant                          | Vacant      | 30 mars 1923 - 19 juin 1923        | 68e         | |                   |
| Arthur B. Williams (en)         | Républicain | 19 juin 1923 - 1er mai 1925        | 68e , 69e   | Élu pour terminer le mandat de Smith. Réélu en 1924. Décès. |                   |
| Vacant                          | Vacant      | 1er mai 1925 - 18 août 1925        | 69e         | |                   |
| Joseph L. Hooper (en)           | Républicain | 18 août 1925 - 22 février 1934     | 69e - 73e   | Élu pour terminer le mandat de Williams. Réélu en 1926. Réélu en 1928. Réélu en 1930. Réélu en 1932. Décès.                                                           |                   |
| Joseph L. Hooper (en)           | Républicain | 18 août 1925 - 22 février 1934     | 69e - 73e   | Élu pour terminer le mandat de Williams. Réélu en 1926. Réélu en 1928. Réélu en 1930. Réélu en 1932. Décès.                                                           | 1933–1943         |
| Vacant                          | Vacant      | 22 février 1934 - 3 janvier 1935   | 73e         | |                   |
| Henry M. Kimball (en)           | Républicain | 3 janvier 1935 - 19 octobre 1935   | 74e         | Élu en 1934. Décès. |                   |
| Vacant                          | Vacant      | 19 octobre 1935 - 17 décembre 1935 | 74e         | |                   |
| Verner Main (en)                | Républicain | 17 décembre 1935 - 3 janvier 1937  | 74e         | Élu pour terminer le mandat de Kimball. Perd sa réélection. |                   |
| Paul W. Shafer (en)             | Républicain | 3 janvier 1937 - 17 août 1954      | 75e - 83e   | Élu en 1936. Réélu en 1938. Réélu en 1940. Réélu en 1942. Réélu en 1944. Réélu en 1946. Réélu en 1948. Réélu en 1950. Réélu en 1952. Décès.                           |                   |
| Paul W. Shafer (en)             | Républicain | 3 janvier 1937 - 17 août 1954      | 75e - 83e   | Élu en 1936. Réélu en 1938. Réélu en 1940. Réélu en 1942. Réélu en 1944. Réélu en 1946. Réélu en 1948. Réélu en 1950. Réélu en 1952. Décès.                           | 1943–1953         |
| Paul W. Shafer (en)             | Républicain | 3 janvier 1937 - 17 août 1954      | 75e - 83e   | Élu en 1936. Réélu en 1938. Réélu en 1940. Réélu en 1942. Réélu en 1944. Réélu en 1946. Réélu en 1948. Réélu en 1950. Réélu en 1952. Décès.                           | 1953–1963         |
| Vacant                          | Vacant      | 17 août 1954 - 3 janvier 1955      | 83e         | |                   |
| August E. Johansen (en)         | Républicain | 3 janvier 1955 - 3 janvier 1965    | 84e - 88e   | Élu en 1954. Réélu en 1956. Réélu en 1958. Réélu en 1960. Réélu en 1962. Perd sa réélection.                                                                          |                   |
| August E. Johansen (en)         | Républicain | 3 janvier 1955 - 3 janvier 1965    | 84e - 88e   | Élu en 1954. Réélu en 1956. Réélu en 1958. Réélu en 1960. Réélu en 1962. Perd sa réélection.                                                                          | 1963–1973         |
| Paul H. Todd Jr. (en)           | Démocrate   | 3 janvier 1965 - 3 janvier 1967    | 89e         | Élu en 1964. Perd sa réélection. |                   |
| Garry E. Brown (en)             | Républicain | 3 janvier 1967 - 3 janvier 1979    | 90e - 95e   | Élu en 1966. Réélu en 1968. Réélu en 1970. Réélu en 1972. Réélu en 1974. Réélu en 1976. Perd sa réélection.                                                           |                   |
| Garry E. Brown (en)             | Républicain | 3 janvier 1967 - 3 janvier 1979    | 90e - 95e   | Élu en 1966. Réélu en 1968. Réélu en 1970. Réélu en 1972. Réélu en 1974. Réélu en 1976. Perd sa réélection.                                                           | 1973–1983         |
| Howard Wolpe (en)               | Démocrate   | 3 janvier 1979 - 3 janvier 1993    | 96e - 102e  | Élu en 1978. Réélu en 1980. Réélu en 1982. Réélu en 1984. Réélu en 1986. Réélu en 1988. Réélu en 1990. Retrait pour se présenter comme Gouverneur du Michigan.        |                   |
| Howard Wolpe (en)               | Démocrate   | 3 janvier 1979 - 3 janvier 1993    | 96e - 102e  | Élu en 1978. Réélu en 1980. Réélu en 1982. Réélu en 1984. Réélu en 1986. Réélu en 1988. Réélu en 1990. Retrait pour se présenter comme Gouverneur du Michigan.        | 1983–1993         |
| Paul B. Henry (en)              | Républicain | 3 janvier 1993 - 31 juillet 1993   | 103e        | Redécoupage vers le 5e district et réélu en 1992. Décès. | 1993–2003         |
| Vacant                          | Vacant      | 31 juillet 1993 - 7 décembre 1993  | 103e        | | 1993–2003         |
| Vern Ehlers                     | Républicain | 7 décembre 1993 - 3 janvier 2011   | 103e - 111e | Élu pour terminer le mandat d'Henry. Réélu en 1994. Réélu en 1996. Réélu en 1998. Réélu en 2000. Réélu en 2002. Réélu en 2004. Réélu en 2006. Réélu en 2008. Retrait. | 1993–2003         |
| Vern Ehlers                     | Républicain | 7 décembre 1993 - 3 janvier 2011   | 103e - 111e | Élu pour terminer le mandat d'Henry. Réélu en 1994. Réélu en 1996. Réélu en 1998. Réélu en 2000. Réélu en 2002. Réélu en 2004. Réélu en 2006. Réélu en 2008. Retrait. | 2003–2013         |
| Justin Amash                    | Républicain | 3 janvier 2011 - 4 juillet 2019    | 112e - 116e | Élu en 2010. Réélu en 2012. Réélu en 2014. Réélu en 2016. Réélu en 2018. Retrait.                                                                                     |                   |
| Justin Amash                    | Républicain | 3 janvier 2011 - 4 juillet 2019    | 112e - 116e | Élu en 2010. Réélu en 2012. Réélu en 2014. Réélu en 2016. Réélu en 2018. Retrait.                                                                                     | 2013–2023         |
| Justin Amash                    | Indépendant | 4 juillet 2019 - 28 avril 2020     | 112e - 116e | Élu en 2010. Réélu en 2012. Réélu en 2014. Réélu en 2016. Réélu en 2018. Retrait.                                                                                     |                   |
| Justin Amash                    | Libertarien | 28 avril 2020 - janvier 2021       | 112e - 116e | Élu en 2010. Réélu en 2012. Réélu en 2014. Réélu en 2016. Réélu en 2018. Retrait.                                                                                     |                   |
| Peter Meijer                    | Républicain | 3 janvier 2021 - 3 janvier 2023    | 117e        | Élu en 2020. Perd sa renomination. |                   |
| Hillary Sholten (en)            | Démocrate   | 3 janvier 2023 - Présent           | 118e        | Élue en 2022. | 2023–Présent      |

## Résultats des récentes élections
Voici les résultats des dix précédents cycles électoraux dans le district.

### 2004
| Élection de 2004 du 3e district congressionnel du Michigan | Élection de 2004 du 3e district congressionnel du Michigan | Élection de 2004 du 3e district congressionnel du Michigan | Élection de 2004 du 3e district congressionnel du Michigan | Élection de 2004 du 3e district congressionnel du Michigan |
| ---------------------------------------------------------- | ---------------------------------------------------------- | ---------------------------------------------------------- | ---------------------------------------------------------- | ---------------------------------------------------------- |
| Parti                                                      | Parti                                                      | Candidat                                                   | Votes                                                      | %                                                          |
|                                                            | Républicain                                                | Vern Ehlers (sortant)                                      | 214 465                                                    | 66,58                                                      |
|                                                            | Démocrate                                                  | Peter H. Hickey                                            | 101 395                                                    | 31,48                                                      |
|                                                            | Libertarien                                                | Warren Adams                                               | 3 695                                                      | 1,15                                                       |
|                                                            | US Taxpayers                                               | J. Marcel Sales                                            | 2 548                                                      | 0,79                                                       |
| Total des votes                                            | Total des votes                                            | Total des votes                                            | 322 103                                                    | 100 %                                                      |
|                                                            | Les Républicains conservent                                |                                                            |                                                            |                                                            |

### 2006
| Élection de 2006 du 3e district congressionnel du Michigan | Élection de 2006 du 3e district congressionnel du Michigan | Élection de 2006 du 3e district congressionnel du Michigan | Élection de 2006 du 3e district congressionnel du Michigan | Élection de 2006 du 3e district congressionnel du Michigan |
| ---------------------------------------------------------- | ---------------------------------------------------------- | ---------------------------------------------------------- | ---------------------------------------------------------- | ---------------------------------------------------------- |
| Parti                                                      | Parti                                                      | Candidat                                                   | Votes                                                      | %                                                          |
|                                                            | Républicain                                                | Vern Ehlers (sortant)                                      | 171 212                                                    | 63,10                                                      |
|                                                            | Démocrate                                                  | James R. Rinck                                             | 93 846                                                     | 34,58                                                      |
|                                                            | Libertarien                                                | Jeff A. Steinport                                          | 3 702                                                      | 1,36                                                       |
|                                                            | Vert                                                       | Rodger Gurk                                                | 2 592                                                      | 0,96                                                       |
| Total des votes                                            | Total des votes                                            | Total des votes                                            | 271 352                                                    | 100 %                                                      |
|                                                            | Les Républicains conservent                                |                                                            |                                                            |                                                            |

### 2008
| Élection de 2008 du 3e district congressionnel du Michigan | Élection de 2008 du 3e district congressionnel du Michigan | Élection de 2008 du 3e district congressionnel du Michigan | Élection de 2008 du 3e district congressionnel du Michigan | Élection de 2008 du 3e district congressionnel du Michigan |
| ---------------------------------------------------------- | ---------------------------------------------------------- | ---------------------------------------------------------- | ---------------------------------------------------------- | ---------------------------------------------------------- |
| Parti                                                      | Parti                                                      | Candidat                                                   | Votes                                                      | %                                                          |
|                                                            | Républicain                                                | Vern Ehlers (sortant)                                      | 203 799                                                    | 61,11                                                      |
|                                                            | Démocrate                                                  | Henry Sanchez                                              | 117 961                                                    | 35,37                                                      |
|                                                            | Libertarien                                                | Erwin J. Haas                                              | 11 758                                                     | 3,53                                                       |
| Total des votes                                            | Total des votes                                            | Total des votes                                            | 333 518                                                    | 100 %                                                      |
|                                                            | Les Républicains conservent                                |                                                            |                                                            |                                                            |

### 2010
| Élection de 2010 du 3e district congressionnel du Michigan | Élection de 2010 du 3e district congressionnel du Michigan | Élection de 2010 du 3e district congressionnel du Michigan | Élection de 2010 du 3e district congressionnel du Michigan | Élection de 2010 du 3e district congressionnel du Michigan |
| ---------------------------------------------------------- | ---------------------------------------------------------- | ---------------------------------------------------------- | ---------------------------------------------------------- | ---------------------------------------------------------- |
| Parti                                                      | Parti                                                      | Candidat                                                   | Votes                                                      | %                                                          |
|                                                            | Républicain                                                | Justin Amash                                               | 133 714                                                    | 59,68                                                      |
|                                                            | Démocrate                                                  | Pat Miles                                                  | 83 953                                                     | 37,47                                                      |
|                                                            | Libertarien                                                | James Rogers                                               | 2 677                                                      | 1,19                                                       |
|                                                            | US Taxpayers                                               | Ted Gerrard                                                | 2 144                                                      | 0,96                                                       |
|                                                            | Vert                                                       | Charlie Shick                                              | 1 575                                                      | 0,70                                                       |
| Total des votes                                            | Total des votes                                            | Total des votes                                            | 224 063                                                    | 100 %                                                      |
|                                                            | Les Républicains conservent                                |                                                            |                                                            |                                                            |

### 2012
| Élection de 2010 du 3e district congressionnel du Michigan | Élection de 2010 du 3e district congressionnel du Michigan | Élection de 2010 du 3e district congressionnel du Michigan | Élection de 2010 du 3e district congressionnel du Michigan | Élection de 2010 du 3e district congressionnel du Michigan |
| ---------------------------------------------------------- | ---------------------------------------------------------- | ---------------------------------------------------------- | ---------------------------------------------------------- | ---------------------------------------------------------- |
| Parti                                                      | Parti                                                      | Candidat                                                   | Votes                                                      | %                                                          |
|                                                            | Républicain                                                | Justin Amash (sortant)                                     | 171 675                                                    | 52,6                                                       |
|                                                            | Démocrate                                                  | Steve Pestka                                               | 144 108                                                    | 44,2                                                       |
|                                                            | Libertarien                                                | Bill Gelineau                                              | 10 498                                                     | 3,2                                                        |
|                                                            | Indépendant                                                | Steven Butler (Write-In)                                   | 2                                                          | 0,0                                                        |
| Total des votes                                            | Total des votes                                            | Total des votes                                            | 326 283                                                    | 100 %                                                      |
|                                                            | Les Républicains conservent                                |                                                            |                                                            |                                                            |

### 2014
| Élection de 2014 du 3e district congressionnel du Michigan | Élection de 2014 du 3e district congressionnel du Michigan | Élection de 2014 du 3e district congressionnel du Michigan | Élection de 2014 du 3e district congressionnel du Michigan | Élection de 2014 du 3e district congressionnel du Michigan |
| ---------------------------------------------------------- | ---------------------------------------------------------- | ---------------------------------------------------------- | ---------------------------------------------------------- | ---------------------------------------------------------- |
| Parti                                                      | Parti                                                      | Candidat                                                   | Votes                                                      | %                                                          |
|                                                            | Républicain                                                | Justin Amash (sortant)                                     | 125 754                                                    | 57.9                                                       |
|                                                            | Démocrate                                                  | Bob Goodrich                                               | 84 720                                                     | 39,0                                                       |
|                                                            | Vert                                                       | Tonya Duncan                                               | 6 691                                                      | 3,1                                                        |
| Total des votes                                            | Total des votes                                            | Total des votes                                            | 217 165                                                    | 100 %                                                      |
|                                                            | Les Républicains conservent                                |                                                            |                                                            |                                                            |

### 2016
| Élection de 2016 du 3e district congressionnel du Michigan | Élection de 2016 du 3e district congressionnel du Michigan | Élection de 2016 du 3e district congressionnel du Michigan | Élection de 2016 du 3e district congressionnel du Michigan | Élection de 2016 du 3e district congressionnel du Michigan |
| ---------------------------------------------------------- | ---------------------------------------------------------- | ---------------------------------------------------------- | ---------------------------------------------------------- | ---------------------------------------------------------- |
| Parti                                                      | Parti                                                      | Candidat                                                   | Votes                                                      | %                                                          |
|                                                            | Républicain                                                | Justin Amash (sortant)                                     | 203 545                                                    | 59,5                                                       |
|                                                            | Démocrate                                                  | Douglas Smith                                              | 128 400                                                    | 37,5                                                       |
|                                                            | Constitution                                               | Ted Gerrard                                                | 10 420                                                     | 3,0                                                        |
| Total des votes                                            | Total des votes                                            | Total des votes                                            | 342 365                                                    | 100 %                                                      |
|                                                            | Les Républicains conservent                                |                                                            |                                                            |                                                            |

### 2018
| Élection de 2018 du 3e district congressionnel du Michigan | Élection de 2018 du 3e district congressionnel du Michigan | Élection de 2018 du 3e district congressionnel du Michigan | Élection de 2018 du 3e district congressionnel du Michigan | Élection de 2018 du 3e district congressionnel du Michigan |
| ---------------------------------------------------------- | ---------------------------------------------------------- | ---------------------------------------------------------- | ---------------------------------------------------------- | ---------------------------------------------------------- |
| Parti                                                      | Parti                                                      | Candidat                                                   | Votes                                                      | %                                                          |
|                                                            | Républicain                                                | Justin Amash (sortant)                                     | 169 107                                                    | 54,4                                                       |
|                                                            | Démocrate                                                  | Cathy Albro                                                | 134 185                                                    | 43,2                                                       |
|                                                            | Constitution                                               | Ted Gerrard                                                | 7 445                                                      | 2,4                                                        |
|                                                            | Indépendant                                                | Joe Farrington (Write-In)                                  | 3                                                          | 0,0                                                        |
| Total des votes                                            | Total des votes                                            | Total des votes                                            | 310 740                                                    | 100 %                                                      |
|                                                            | Les Républicains conservent                                |                                                            |                                                            |                                                            |

### 2020
| Élection de 2020 du 3e district congressionnel du Michigan | Élection de 2020 du 3e district congressionnel du Michigan | Élection de 2020 du 3e district congressionnel du Michigan | Élection de 2020 du 3e district congressionnel du Michigan | Élection de 2020 du 3e district congressionnel du Michigan |
| ---------------------------------------------------------- | ---------------------------------------------------------- | ---------------------------------------------------------- | ---------------------------------------------------------- | ---------------------------------------------------------- |
| Parti                                                      | Parti                                                      | Candidat                                                   | Votes                                                      | %                                                          |
|                                                            | Républicain                                                | Peter Meijer                                               | 213 649                                                    | 53,0                                                       |
|                                                            | Démocrate                                                  | Hillary Sholten                                            | 189 769                                                    | 47,0                                                       |
|                                                            | Indépendant                                                | Richard Fuentes (Write-In)                                 | 1                                                          | 0,0                                                        |
| Total des votes                                            | Total des votes                                            | Total des votes                                            | 403 419                                                    | 100 %                                                      |
|                                                            | Les Républicains conservent                                |                                                            |                                                            |                                                            |

### 2022
| Primaire Républicaine de 2022 du 3e district congressionnel du Michigan | Primaire Républicaine de 2022 du 3e district congressionnel du Michigan | Primaire Républicaine de 2022 du 3e district congressionnel du Michigan | Primaire Républicaine de 2022 du 3e district congressionnel du Michigan | Primaire Républicaine de 2022 du 3e district congressionnel du Michigan |
| ----------------------------------------------------------------------- | ----------------------------------------------------------------------- | ----------------------------------------------------------------------- | ----------------------------------------------------------------------- | ----------------------------------------------------------------------- |
| Parti                                                                   | Parti                                                                   | Candidat                                                                | Votes                                                                   | %                                                                       |
|                                                                         | Républicain                                                             | John Gibbs                                                              | 54 136                                                                  | 51,8                                                                    |
|                                                                         | Républicain                                                             | Peter Meijer (sortant)                                                  | 50 440                                                                  | 48,2                                                                    |

| Primaire Démocrate de 2022 du 3e district congressionnel du Michigan | Primaire Démocrate de 2022 du 3e district congressionnel du Michigan | Primaire Démocrate de 2022 du 3e district congressionnel du Michigan | Primaire Démocrate de 2022 du 3e district congressionnel du Michigan | Primaire Démocrate de 2022 du 3e district congressionnel du Michigan |
| -------------------------------------------------------------------- | -------------------------------------------------------------------- | -------------------------------------------------------------------- | -------------------------------------------------------------------- | -------------------------------------------------------------------- |
| Parti                                                                | Parti                                                                | Candidat                                                             | Votes                                                                | %                                                                    |
|                                                                      | Démocrate                                                            | Hillary Sholten                                                      | 59 661                                                               | 100 %                                                                |

| Élection de 2022 du 3e district congressionnel du Michigan | Élection de 2022 du 3e district congressionnel du Michigan | Élection de 2022 du 3e district congressionnel du Michigan | Élection de 2022 du 3e district congressionnel du Michigan | Élection de 2022 du 3e district congressionnel du Michigan |
| ---------------------------------------------------------- | ---------------------------------------------------------- | ---------------------------------------------------------- | ---------------------------------------------------------- | ---------------------------------------------------------- |
| Parti                                                      | Parti                                                      | Candidat                                                   | Votes                                                      | %                                                          |
|                                                            | Démocrate                                                  | Hillary Sholten                                            | 185 989                                                    | 54,9                                                       |
|                                                            | Républicain                                                | John Gibbs                                                 | 142 229                                                    | 42,0                                                       |
|                                                            | Libertarien                                                | Jamie Lewis                                                | 6 634                                                      | 2,0                                                        |
|                                                            | Working Class (en)                                         | Louis Palus                                                | 4 136                                                      | 1,2                                                        |
| Total des votes                                            | Total des votes                                            | Total des votes                                            | 338 988                                                    | 100 %                                                      |
|                                                            | Les Démocrates prennent aux Républicains                   |                                                            |                                                            |                                                            |

### 2024
| Primaire Démocrate de 2024 du 3e district congressionnel du Michigan | Primaire Démocrate de 2024 du 3e district congressionnel du Michigan | Primaire Démocrate de 2024 du 3e district congressionnel du Michigan | Primaire Démocrate de 2024 du 3e district congressionnel du Michigan | Primaire Démocrate de 2024 du 3e district congressionnel du Michigan |
| -------------------------------------------------------------------- | -------------------------------------------------------------------- | -------------------------------------------------------------------- | -------------------------------------------------------------------- | -------------------------------------------------------------------- |
| Parti                                                                | Parti                                                                | Candidat                                                             | Votes                                                                | %                                                                    |
|                                                                      | Démocrate                                                            | Hillary Sholten (sortante)                                           | 64 546                                                               | 90,6                                                                 |
|                                                                      | Démocrate                                                            | Salim Al-Shatel                                                      | 6665                                                                 | 9,4                                                                  |

| Primaire Républicaine de 2024 du 3e district congressionnel du Michigan | Primaire Républicaine de 2024 du 3e district congressionnel du Michigan | Primaire Républicaine de 2024 du 3e district congressionnel du Michigan | Primaire Républicaine de 2024 du 3e district congressionnel du Michigan | Primaire Républicaine de 2024 du 3e district congressionnel du Michigan |
| ----------------------------------------------------------------------- | ----------------------------------------------------------------------- | ----------------------------------------------------------------------- | ----------------------------------------------------------------------- | ----------------------------------------------------------------------- |
| Parti                                                                   | Parti                                                                   | Candidat                                                                | Votes                                                                   | %                                                                       |
|                                                                         | Républicain                                                             | Paul Hudson                                                             | 39 410                                                                  | 54,7                                                                    |
|                                                                         | Républicain                                                             | Michael Markey Jr.                                                      | 32 678                                                                  | 45,3                                                                    |

| Élection de 2024 du 3e district congressionnel du Michigan | Élection de 2024 du 3e district congressionnel du Michigan | Élection de 2024 du 3e district congressionnel du Michigan | Élection de 2024 du 3e district congressionnel du Michigan | Élection de 2024 du 3e district congressionnel du Michigan |
| ---------------------------------------------------------- | ---------------------------------------------------------- | ---------------------------------------------------------- | ---------------------------------------------------------- | ---------------------------------------------------------- |
| Parti                                                      | Parti                                                      | Candidat                                                   | Votes                                                      | %                                                          |
|                                                            | Démocrate                                                  | Hillary Sholten (sortante)                                 | 225 510                                                    | 53,7                                                       |
|                                                            | Républicain                                                | Paul Hudson                                                | 183 952                                                    | 43,8                                                       |
|                                                            | Working Class (en)                                         | Louis Palus                                                | 5546                                                       | 1,3                                                        |
|                                                            | Libertarien                                                | Alexander Avery                                            | 5281                                                       | 1,3                                                        |
| Total des votes                                            | Total des votes                                            | Total des votes                                            | 420 289                                                    | 100 %                                                      |
|                                                            | Les Démocrates conservent                                  |                                                            |                                                            |                                                            |